# Linda Miles
Linda M. Miles (Cincinnati, 28 augustus 1978) is een Amerikaans voormalig professioneel worstelaarster en manager die vooral bekend is van haar tijd bij World Wrestling Entertainment op SmackDown! als Shaniqua, van 2002 tot 2004.
In 2002 nam Miles deel aan de realitysoap van WWE, Tough Enough. Zij en Jackie Gayda wonnen de competitie en kregen van de WWE een contract. In juni 2003, werd haar ringnaam hernoemd tot Shaniqua en werd manager van de Basham Brothers (Danny Basham & Doug Basham). Ze bleef voor de WWE worstelen totdat haar contract, in februari 2004, afliep.

## In het worstelen
- Finishers
  - Diving crossbody - als Linda Miles
  - Powerbomb
  - TKO (OVW)
  - Torture rack (OVW)

- Signature moves
  - Big boot
  - Lariat
  - Scoop powerslam

- Managers
  - Jackie Gayda

- Worstelaars gemanaged
  - Danny Basham
  - Doug Basham
  - Shelton Benjamin

## Prestaties
- World Wrestling Entertainment
  - Tough Enough II met Jackie Gayda